# Sint-Laurentiuskerk (Echten)
De Sint-Laurentiuskerk (ook: Laurenskerk) in de Friese plaats Echten is een monumentaal gebouw, gelegen aan de oostelijke zijde van het dorp.

## Beschrijving
De hervormde kerk van Echten werd oorspronkelijk gebouwd omstreeks 1245 en werd in de tweede helft van de 17e eeuw geheel ommetseld. De uiteindelijke gedetailleerde vormgeving dateert uit het begin van de 19e eeuw. De kerk staat aan de rand van de bebouwde kom, aan de oostzijde van het dorp, op een iets hoger dan de omgeving gelegen kerkhof. Aan de voorzijde bevindt zich een toegangshek van smeed- en gietijzer. De vroegere kerk had een vrijstaande klokkenstoel. In 1879 werd een toren aan de westzijde van de kerk gebouwd. De oorspronkelijke kerkklok, die in 1579 werd gegoten door Cornelius van Ammeroy, bevindt zich niet meer in de kerk van Echten, maar is verhuisd naar de hervormde kerk in het Overijsselse Blankenham.
De muren van het schip zijn grotendeels 17e-eeuws, de voorgevel en de toren hebben een 19e-eeuws uiterlijk. De ingangspartij en de galmgaten worden geaccentueerd door zandstenen omlijstingen. Aan weerszijden van de toegangsdeur twee halfrond gesloten vensters, aan elke zijde een. Boven de toegang is een gedenksteen aangebracht als herinnering aan de bouw van de toren in 1879. Onder de galmgaten en boven de herdenkingssteen bevindt zich een groot rond raam met gietijzeren tracering als decoratie. De achtkantige toren wordt bekroond met een door leisteen gedekte spits. Zowel op de torenspits als op het oosteinde van het schip staat een windvaan. Het interieur van de kerk dateert grotendeels uit de eerste helft van de 19e eeuw. Het orgel werd in 1871 gebouwd door de Leeuwarder orgelbouwer, de firma L. van Dam en Zonen.
De in 1977 gerestaureerde kerk met kerkhof en toegangshek zijn erkend als rijksmonument onder meer vanwege de ouderdom, de bouwgeschiedenis, de architectonische kwaliteit, waardevolle onderdelen van het interieur en de markante ligging.

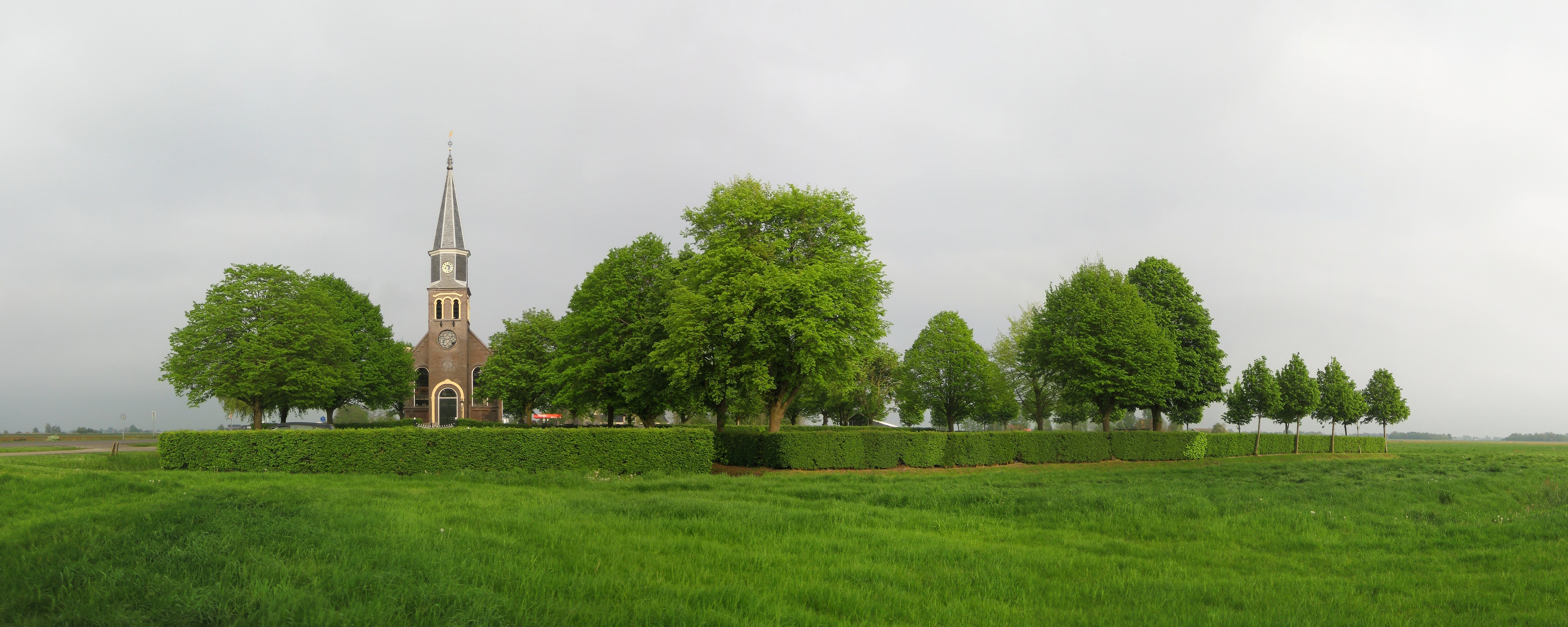
De kerk en het bijbehorende kerkhof in 2014